# Duguetia peruviana
Duguetia peruviana är en kirimojaväxtart som först beskrevs av Robert Elias Fries, och fick sitt nu gällande namn av James Francis Macbride. Duguetia peruviana ingår i släktet Duguetia och familjen kirimojaväxter. IUCN kategoriserar arten globalt som akut hotad. Inga underarter finns listade i Catalogue of Life.